# Saint-Yorre
Saint-Yorre település Franciaországban, Allier megyében. Lakosainak száma 2618 fő (2022. január 1.). Saint-Yorre Abrest, Busset, Hauterive, Mariol, Saint-Priest-Bramefant és Saint-Sylvestre-Pragoulin községekkel határos.

## Népesség
A település népessége az elmúlt években az alábbi módon változott:
| Lakosok száma | 3042 | 3103 | 3003 | 2745 | 2797 | 2713 | 2561 | 2570 | 2554 | 2618 |
|               | 1968 | 1982 | 1990 | 2006 | 2013 | 2015 | 2017 | 2019 | 2020 | 2022 |